# Elezioni parlamentari in Repubblica Ceca del 1998
Le elezioni parlamentari in Repubblica Ceca del 1998 si tennero il 19 e 20 giugno per il rinnovo della Camera dei deputati. In seguito all'esito elettorale, Miloš Zeman, espressione del Partito Social Democratico Ceco, divenne Presidente del Governo.

## Risultati
| Liste                                                          | Voti      | %     | Seggi |
| -------------------------------------------------------------- | --------- | ----- | ----- |
| Partito Social Democratico Ceco                                | 1 928 660 | 32,31 | 74    |
| Partito Democratico Civico                                     | 1 656 011 | 27,74 | 63    |
| Partito Comunista di Boemia e Moravia                          | 658 550   | 11,03 | 24    |
| Unione Cristiana e Democratica - Partito Popolare Cecoslovacco | 537 013   | 9,00  | 20    |
| Unione della Libertà                                           | 513 596   | 8,60  | 19    |
| Partito Repubblicano di Cecoslovacchia                         | 232 965   | 3,90  | –     |
| Pensionati per la Sicurezza della Vita                         | 182 900   | 3,06  | –     |
| Unione Democratica                                             | 86 431    | 1,45  | –     |
| Partito dei Verdi                                              | 67 143    | 1,12  | –     |
| Indipendenti                                                   | 51 981    | 0,87  | –     |
| Partito Democratico Moravo                                     | 22 282    | 0,37  | –     |
| Partito Nazionale Sociale Ceco                                 | 17 185    | 0,29  | –     |
| Coalizione Civica - Club Politico                              | 14 788    | 0,25  | –     |
| Totale                                                         | 5 969 505 | 100   | 200   |